# Metro van Jerevan
De metro van Jerevan (Armeens: Կարեն Դեմիրճյանի անվան Երեւանի մետրոպոլիտեն, Karen Demirchjani anvan Jerevani metropoliten) is een openbaarvervoernetwerk in Jerevan, Armenië. Het netwerk werd geopend in 1981 en bestaat uit één lijn. Een tweede lijn was gepland maar nooit uitgevoerd.

## Geschiedenis
Jerevan kende een aanzienlijke groei tijdens de naoorlogse periode toen het de hoofdstad van de Armeense Socialistische Sovjetrepubliek was. Vanwege het zeer ongelijke landschap van de stad kon alleen een ondergronds systeem aan alle criteria voldoen om een groot aantal mensen efficiënt door de stad te vervoeren. De eerste plannen voor een snel transportsysteem ontstonden eind jaren 1960, onder auspiciën van Anton Kochinyan, eerste secretaris van de Communistische Partij van Armenië. Aanvankelijk was dit vooral gericht op een sneltramsysteem (Rapid Tram) in plaats van een volledig ondergronds metrosysteem. Gedurende deze tijd verklaarde de Technische Dienst Ruimtelijke Ordening van de Sovjet-Unie duidelijk dat een metrosysteem alleen zou worden toegekend aan steden met meer dan een miljoen inwoners, die Jerevan bij de start van de bouw in 1972 nog niet had. Niettemin werden alle tunnels waarin de tramlijnen moesten worden geïnstalleerd, gebouwd volgens een ontwerp dat een potentiële omzetting naar een volledig ondergronds metrosysteem mogelijk maakte.
Tegen het einde van 1978 waren meer dan vier kilometer aan tunnels al geboord toen de plannen werden herontworpen, zodat het systeem alsnog als een volledig ondergrondse metro zou worden geopend (hoewel om bureaucratische problemen te vermijden, het systeem tot aan de opening nog officieel "Rapid Tram" werd genoemd).
Op 7 maart 1981 werd het systeem triomfantelijk geopend en werd daarmee het achtste metrosysteem van de Sovjet-Unie, met een eerste lijn van 7,6 kilometer lang met vier stations. Sindsdien is de metrolijn uitgegroeid tot een lengte van 13,4 kilometer met 10 metrostations, waarvan twee bovengronds.
Het technische werk was van zo'n hoge kwaliteit dat de metro tijdens de Armeense aardbeving in 1988 de aardbeving wist te weerstaan en de volgende dag bleef werken met slechts geringe schade. Dit maakte echter een einde aan de meeste uitbreidingsprojecten omdat de financiën nodig waren voor de wederopbouw van de verwoeste infrastructuur elders in Jerevan en Armenië.
Op 28 december 1999 werd de metro vernoemd naar Karen Demirtsjian, de man die verantwoordelijk was voor het veranderen van de status van het Rapid Tram-systeem naar metrosysteem en die twee maanden eerder was vermoord bij een terroristische aanslag op het Armeense parlement.

### Tijdlijn
| Lijn | Segment                          | Openingsdatum    |
| ---- | -------------------------------- | ---------------- |
| 1    | Barekamoetjoen–Sassountsi David  | 8 maart 1981     |
| 1    | Sassountsi David–Gortsaranain    | 11 juli 1983     |
| 1    | Gortsaranain–Shengavit           | 26 december 1985 |
| 1    | Shengavit–Garegin Njdeh Hraparak | 4 januari 1987   |
| 1    | Shengavit–Tsjarbach              | 26 december 1996 |

### Naamsveranderingen
| Station                | Vorige naam         | Jaar      |
| ---------------------- | ------------------- | --------- |
| Marchal Baghramian     | Saralandzhi         | 1981–1982 |
| Hanrapetutian Hraparak | Lenin Hraparak      | 1981–1992 |
| Garegin Njdeh Hraparak | Spandarian Hraparak | 1987–1992 |
| Zoravar Andranik       | Hoktemberian        | 1989–1990 |